# 妮科莱塔-安库察·博德纳尔
妮科莱塔-安库察·博德纳尔（羅馬尼亞語：Nicoleta-Ancuța Bodnar，1998年9月25日—），罗马尼亚女子赛艇运动员。她曾代表罗马尼亚参加2020年夏季奥林匹克运动会赛艇比赛，获得女子双人双桨金牌。